# Svibovec Podravski
Svibovec Podravski falu Horvátországban, Varasd megyében. Közigazgatásilag Sračinechez tartozik.

## Fekvése
Varasd központjától 6 km-re északnyugatra, a Dráva jobb partján fekszik.

## Története
A települést 1453-ban "Zwybovecz" alakban említik először, amikor V. László király területét a csázmai káptalannak adta. 1521-ben a Batthyányak szerezték meg, majd 1530-ban feldúlta a török. 1543-ban Varasd várának kapitánya a török előli menekülőket telepített le ide. 1544-ben I. Ferdinánd király visszaadta a birtokot a káptalannak. 1552 októberében Ulema bég serege pusztította el. 1566-ban "Zwybovecz" néven szerepel az adóösszeírásban. 1587-ben jobbágyai Varasd városának és a varasdi Szent Miklós plébániának fizettek adót.
Amint a templom bejáratánál levő faragott kövön is olvasható 1619-ben felépült Szent Benedek tiszteletére szentelt temploma. Az 1638-as egyházi vizitáció szerint temploma jó állapotban volt, körülötte kerített temető volt található. Szentélye boltozatos, hajóját festett fa mennyezet fedte. Fa harangtornya volt, benne egy haranggal. Padozata téglából volt. Három oltára, sekrestyéje, fából épített kórusa volt, szószéke azonban nem volt.
A falunak 1857-ben 365, 1910-ben 608 lakosa volt. 1920-ig Varasd vármegye Varasdi járásához tartozott. 1961-től egyházilag a sračineci plébániához tartozik. 2001-ben 989 lakosa volt.

## Nevezetességei
Szent Benedek tiszteletére szentelt római katolikus temploma 1618 előtt épült. A templom a temetőben, Svibovec Podravski déli részén található. A kápolna nyugat-keleti tájolású, olyan sajátos alaprajzi elrendezéssel, amely nem jellemző erre a területre. Hajója négyszögletes, amely háromkaréjos szentélyt köti össze. A kápolna bejárata fölött egy feliratos tábla említi, hogy a kápolnát 1618-ban már helyreállították és kibővítették. Az apszisban fennmaradt gótikus ablak a kápolna építésének első szakaszából származik.

## Külső hivatkozások
- Sračinec község hivatalos oldala
- A sračineci plébánia honlapja